# Макеев, Алексей Трофимович
Алексей Трофимович Макеев (1902 — 28 января 1942) — член бюро Коми обкома ВКП(б), арестован как член "право-троцкистской организации" в Коми АССР, военный комиссар Усть-Усинского восстания заключенных Воркутлага. Погиб в бою с частями НКВД.

## Биография
Родился в 1902 году в деревне Коростели (по делению 1938 года на территории Великолукского района Псковской области). В 15-летнем возрасте вместе с братом, вероятно, старшим, участвовал в  штурме Зимнего дворца в октябре 1917 года. Участник гражданской войны в Финляндии на стороне Красной гвардии. 
Член ВКП(б) с 1925 года. 
Участник коллективизации в Псковской области. Подвергался риску со стороны противников коллективизации — в него стреляли. Биографы сообщают, что Макеев спасал людей от несправедливого, по его мнению, раскулачивания.  После вступления в партию перешёл на партийную работу, затем работал в ВЦСПС в Москве. После чего переведён на работу в лесопромышленный комплекс, работал последовательно в Уфе, Архангельске, Котласе, и наконец в Сыктывкаре. К началу 1938 года был управляющим трестом "Южураллес". Имел право на ношение личного оружия, однажды смог с его помощью защитить местных учителей от нападения бандитов. Член бюро Коми обкома ВКП(б).
2 января 1938 года был арестован органами НКВД. Обвинялся по делу право-троцкистской организации в Коми АССР, проходил как один из её руководителей. Следствие шло 3 года. Первоначально приговорён к расстрелу. 25 января 1941 года Военным трибуналом Московского округа войск НКВД  по обвинению по статьям  58-7 (подрыв промышленности), 58-8 (террор), 58-11 (антисоветская организация) УК РСФСР приговорён к 15 годам лишения свободы и 5 годам поражения в правах. 
Этапирован в отдельный лагпункт "Лесорейд" Воркутлага НКВД. Благодаря большому опыту хозяйственной работы и отсутствию квалифицированных кадров в связи с войной получил место заведующего лагерной лесобиржей, что было большой редкостью и удачей для осуждённого по политической 58-й статье. 
С началом войны в лагерях распространился слух, что "в самом ближайшем времени начнутся расстрелы заключённых по примеру 38-го года — без суда и следствия, причем санкции эти коснутся не только 58-й статьи, но также 59-й и даже некоторых категорий бытовых статей, в том числе и задержанных вольнонаемных". Не исчезла память о Кашкетинских расстрелах на Воркуте. В начале осени 1941 года Марк Ретюнин сообщил, что получил по рации сведения, подтверждающие эти слухи. С осени 1941 года началась подготовка восстания.  Тайные собрания будущих повстанцев проходили на квартире Ретюнина, там же заседал и созданный в декабре штаб в составе семи человек, в который кроме Ретюнина вошли осуждённые за троцкистскую деятельность И. Зверев, М. Дунаев, А. Макеев, В. Соломин и другие. А. Т. Макеева называют идеологом восстания. Некоторые источники утверждают, что при подготовке к восстанию Макеев утверждал, что к восставшим примкнут спецпоселенцы и местные жители, если агитировать их за отмену колхозов и продовольственных карточек, выдавая продовольствие со складов.
Восстание началось 24 января 1942 года. А. Макеев вместе с другими активистами (И. Зверев, П. Пашкевич, М. Дунаев, С. Авакьян, Г. Цветков, В. Кашкин, В. Бессудных, К. Райхманис) принимал участие в разоружении охраны и захвате оружия.  
Судя по записям Ретюнина, обнаруженным после подавления мятежа, во время восстания Макеев был назначен военным комиссаром отряда. 25 января в деревне Усть-Лыжа повстанцы изъяли продовольствие со склада. Макеев  оставил продавщице магазина сельпо Ф. Г. Семяшкиной  расписку на взятый товар от имени "Отряда особого назначения № 41", как называли себя ретюнинские повстанцы. По одним сведениям, погиб на 5-й день восстания в бою с ротой НКВД на стоянке Усть-Усинского Оленесовхоза на реке Лыжа в 105 километрах от с. Усть-Лыжа, или, по другим данным, застрелился вместе со всеми организаторами в последний (10-й) день.

### Характер и политические взгляды
По воспоминаниям знавших его людей, Алексей Макеев был хорошим оратором, обладал навыком быстрочтения  (мог прочесть "Войну и мир" за два вечера). На вопрос, что если случится война, отвечал, что надо бороться до последнего, в том числе создавать подполье в тылу у врага.

## Комментарии
1. ↑  Многие источники сообщают, что А. Т. Макеев заведовал в 1938 году трестом "Комилес", однако с ним по одному делу проходил начальник треста "Комилес " С. З. Дьячков[4]
2. ↑  И. Г. Коюшев в своих воспоминаниях приводит слова встреченного им в камере бывшего наркома земледелия Коми АССР И. К. Фомина: «В НКВД Коми АССР то ли по указанию сверху, то ли по своей инициативе сфабриковали две так называемые контрреволюционные организации — правобухаринскую, куда записали актив русской национальности и некоторых коми, возглавляемую секретарем обкома ВКП(б) Семичёвым и буржуазно-националистическую, куда записали активных коммунистов коми национальности....»[5]. А. Т. Макеев проходил по делу о "правобухаринской" или "право-троцкистской" организации во главе с первым секретарем обкома А. А. Семичёвым. В том числе по этому же делу проходили:  второй секретарь Коми обкома ВКП(б) Фёдор Иванович Булышев[6], начальник треста "Комилес" Сергей Захарович Дьячков[4],  председатель Облисполкома Коми АССР Александр Петрович Липин[7], управляющий Вычегодской сплавконторой Николай Васильевич Поляков[8] ,  управляющий треста “Комилеспродторг” Иван Николаевич Сорвачёв[9], начальник Нижне-Вычегодских запаней Иван Васильевич Челноков[10].